# Stelletta tenuispicula
Stelletta tenuispicula är en svampdjursart som först beskrevs av William Johnson Sollas 1886.  Stelletta tenuispicula ingår i släktet Stelletta och familjen Ancorinidae.
Artens utbredningsområde är Bermuda. Inga underarter finns listade i Catalogue of Life.